# Italië op het Eurovisiesongfestival 1992
Italië deed mee aan het Eurovisiesongfestival 1992 in Malmö (Zweden). Het was de vierendertigste deelname van het land.

## Nationale selectie
Net zoals de voorbije jaren besloot de RAI, de Italiaanse nationale omroep, hun kandidaat voor het Eurovisiesongfestival intern te kiezen. Er werd gekozen voor Mia Martini met het lied "Rapsodia".

## In Malmö
In Zweden moest Italië aantreden als 19de net na Denemarken en voor Joegoslavië.
Op het einde van de puntentelling bleek dat men als 4de was geëindigd met 111 punten.
Men ontving 4 keer het maximum van de punten.
Nederland en België gaven respectievelijk 12 en 0 punten aan deze inzending.

### Gekregen punten

#### Finale
| 12 punten                                     | 10 punten          | 8 punten            | 7 punten      | 6 punten     |
| --------------------------------------------- | ------------------ | ------------------- | ------------- | ------------ |
| - Finland - Frankrijk - Nederland - Noorwegen | - Cyprus - IJsland | - Portugal - Zweden | - Zwitserland | - Oostenrijk |
| 5 punten                                      | 4 punten           | 3 punten            | 2 punten      | 1 punt       |
| - Malta - Turkije                             |                    | - Griekenland       |               | - Duitsland  |

### Punten gegeven door Italië

#### Finale
Punten gegeven in de finale:
| 12 punten | Griekenland         |
| 10 punten | Zwitserland         |
| 8 punten  | Verenigd Koninkrijk |
| 7 punten  | Spanje              |
| 6 punten  | Frankrijk           |
| 5 punten  | IJsland             |
| 4 punten  | Cyprus              |
| 3 punten  | Malta               |
| 2 punten  | Ierland             |
| 1 punt    | Portugal            |

1956 · 1957 · 1958 · 1959 · 1960 · 1961 · 1962 · 1963 · 1964 · 1965 · 1966 · 1967 · 1968 · 1969 · 1970 · 1971 · 1972 · 1973 · 1974 · 1975 · 1976 · 1977 · 1978 · 1979 · 1980 · 1981-1982 · 1983 · 1984 · 1985 · 1986 · 1987 · 1988 · 1989 · 1990 · 1991 · 1992 · 1993 · 1994-1996 · 1997 · 1998-2010 · 2011 · 2012 · 2013 · 2014 · 2015 · 2016 · 2017 · 2018 · 2019 · 2020 · 2021 · 2022 · 2023 · 2024 · 2025